# Масов глад
Масов глад е широко разпространен недостиг на храна.
Причини могат да бъдат много фактори, сред които война, инфлация, лоша реколта, дисбаланс на населението или правителствена политика. Това явление обикновено е придружавано или следвано от масово недохранване, епидемии и повишена смъртност. Всеки населяван континент по света е имал период на масов глад в историята си. През ХІХ и ХХ век Югоизточна и Южна Азия, както и Източна и Централна Европа, претъпяват най-много смъртни случаи от масов глад. След 1970-те години смъртните случаи от глад спадат рязко.
Някои държави, в частност тези в Субсахарска Африка, продължават да имат случаи на масов глад. След 2010 г., Африка е най-засегнатият континент в света. Към 2017 г. ООН предупреждава, че около 20 милиона души са в риск от масов глад в Южен Судан, Сомалия, Нигерия и Йемен. Селскостопанските условия се колебаят поради изменения в климата, а разпределението на храна се влияе от конфликтите. Повечето програми в днешно време насочват помощите си към Африка.

## Определение
Според хуманитарните критерии на ООН, дори и да има недостиг на храна за голям брой хора, масов глад се обявява, само когато определени стойности на смъртност, недохранване и глад са стигнати. Критерии са:
- поне 20% от домакинствата в района са с изключителен недостиг на храна и ограничена възможност за справяне с това;
- преобладаването на остро недохранване у децата надхвърля 30%;
- смъртността надхвърля двама души на 10 000 на ден.

Обявяването на масов глад не хвърля никаква отговорност върху ООН или членовете ѝ, но служи за фокусиране на глобално внимание върху проблема.

## История
Цикличното възникване на масови гладове се среща в обществата, заети с потребителско селско стопанство от зората на самото селско стопанство. Честотата и интензивността на масовия глад варира през историята, в зависимост от промените в потреблението на храна, като например прираст на населението, и промени, причинени от променящите се климатични условия. Масовият глад е елиминиран за пръв път в Англия и Нидерландия през 17. век, благодарение на комерсиализацията на селското стопанство и въвеждането на подобрени техники за по-големи добиви.

### Спадане
През ХVІ и ХVІІ век феодалната система започва да се разпада и по-богатите земеделци започват да ограждат собствен земя и да подобряват добивите си, за да продават излишъка. Тези капиталистически земевладелци плащат на наемни работници с пари, като така увеличават комерсиализацията на селското общество. В нововъзникналия съревнователен работен пазар по-добрите техники за подобряване на продуктивността се ценят и отплащат. В интерес на земеделеца е да произвежда възможно най-много от земята си, за да може да продава в райони, които търсят продуктите му. Те произвеждат гарантиран излишък от реколтата си всяка година, ако могат.
Препитаващите се селяни също все повече се принуждават да комерсиализират дейностите си, поради увеличаващите се данъци. Данъците, които трябва да се плащат в централни правителства под формата на пари, карат селяните да произвеждат реколта за продажба. Понякога те произвеждат технически култури, но намират начини да увеличават продукцията си, за да могат както да се издържат, така и да плащат данъците си. Селяните също използват новите пари да купуват стоки, произвеждани във фабрики. Селскостопанският и общественият напредък в началото на 17. век поощряват производството на храна.
Към 1590-те години тези течения са достатъчно развити в богатата и комерсиализирана област Холандия, за да може населението ѝ да устои при избухването на масов глад в Западна Европа по това време. По това време Нидерландия има една от най-комерсиализираните селскостопански системи в Европа. Отглеждат се много технически култури като културен лен и хмел. Селското стопанство става все по-специализирано и по-ефективно. Ефективността на холандската агрикултура позволява по-бърза урбанизация към края на 16. век и началото на 17. век, отколкото на други места в Европа. В резултат на това продуктивността и богатствата нарастват, позволявайки на Нидерландия да поддържа устойчив запас от храна.
Към 1650 г. английското селско стопанство също се комерсиализира в по-голям мащаб. Последният масов глад през мирно време в Англия е от 1623 – 1624 г. Все още съществуват периоди на глад, както и в Нидерландия, но масов глад повече не се среща. Най-често районите за паша са оградени за частно ползване и се образуват големи и ефективни ферми. Други технологични разработки включват източване на тресавища, по-ефективни модели за използване на полята и по-широко въвеждане на технически култури. Тези селскостопански благоустройства водят до по-широк просперитет в Англия и нарастваща урбанизация. Към края на 17 век английското селско стопанство е най-продуктивното в Европа. Както в Англия, така и в Нидерландия, населението се стабилизира между 1650 и 1750 г. – същия период, през който настъпват промените в селското стопанство. Масов глад обаче все още възниква в други части на Европа. В Източна Европа масов глад се среща до 20. век.

### Преодоляване
Поради сериозността на масовия глад той представлява основна грижа за централните и местните власти. В доиндустриална Европа предотвратяването на глада и осигуряването на редовни хранителни доставки е една от главните грижи за много правителства, макар те да се силно ограничени в избора си, поради ограничените нива на външна търговия и инфраструктура и бюрокрация, която често е твърде основно, за да осигури реално облекчение. Всъщност, повечето правителства се тревожат от масовия глад, тъй като той може да доведе до бунтове и други форми на гражданско неподчинение.
Към средата на ХІХ век с развитието на Индустриалната революция става възможно за правителствата да смекчават ефектите на масовия глад чрез контрол на цените, едромащабен внос на хранителни продукти от чуждестранни производители, запасяване, регулация на продукцията и благотворителност. Големият глад от 1845 г. в Ирландия е един от първите масови гладове, включващ такава интервенция, макар правителственият отговор често да е неубедителен. Първоначалният отговор на британското правителство към ранната фаза на масовия глад е бърз и относително успешен. Изправен срещу широко разпространен недостиг на реколта през есента на 1845 г., министър-председател сър Робърт Пийл купува царевица на стойност 100 000 паунда от Америка. Поради метеорологичните условия, обаче, първата доставка пристига в Ирландия едва в началото на февруари 1846 г.
През 1846 г. Пийл отменя Хлебните закони, мита на зърното, които държат цената на хляба изкуствено висока. Ситуацията с масовия глад се влошава през 1846 г., а отменянето на въпросните закони не помага особено на гладуващите ирландци. Мярката разделя Консервативната партия, което води до падането на Пийл. През март Пийл въвежда програма за публична работа в Ирландия.
Въпреки обещаващото начало, мерките, предприети от наследника на Пийл, лорд Джон Ръсел, се оказват сравнително неадекватни, докато кризата се задълбочава. Министерството на Ръсел въвежда проекти за публична работа, които към декември 1846 г. осигуряват работа на половин милион ирландци и се оказват невъзможни за администриране. Правителството е повлияно от политиката лесе-фер, вярвайки, че пазарът ще осигури нужната храна. То спира държавните работи за храна и се обръща към смесица от преки облекчения „на закрито“ и „на открито“: първите са администрирани в работни домове, а вторите чрез безплатни трапезарии.
Систематични опити за създаване на нужната регулационна рамка за справяне с масовия глад е разработена от Британска Индия през 1880-те години. За да се адресира изчерпателно проблема, британците създават комисия, която да препоръча стъпки, които правителството да трябва да вземе в случай на масов глад. Тази комисия издава ред правителствени насоки и регулации за отговаряне на масов глад и недостиг на храна. Те представляват един от първите опити за научно предсказване на масовия глад, за да се смекчат ефектите му. Приети са като закон през 1883 г.
Със закона е въведена и първата скала на масов глад: определени са три степени на продоволствена безопасност – близо до недостиг, недостиг и масов глад. „Недостигът“ е определен като три поредни години на ниска реколта и голямо недоволство сред населението. „Масовият глад“ допълнително включва повишение на цените на храните с над 140% над нормалното, преместването на хора в търсене храна и широко разпространено смъртност. Комисията идентифицира, че загубата на пари от липсата на работа за селскостопанските работници е сред причините за масовия глад. Законът прилага стратегия за генериране на работни места за тези части от населението.

### През ХХ век
През ХХ век около 70 милиона души умират от масов глад по света, от които около 30 милиона умират по време на Големия китайски глад от 1958 – 1961 г. в Китай. Другите по-значителни масови гладове на века включват Бенгалския глад от 1943 г., гладовете в Китай през 1928 и 1942 г. и поредица от гладове в Русия и другите места в Съветския съюз, включително Съветския глад от 1932 – 1933 г., причинен от политиката на Сталин.
Някои от големите гладове от края на 20 век са: гладът в Биафра през 1960-те, гладът в Камбоджа, причинен от Червените кхмери през 1970-те, гладът в Северна Корея през 1990-те и гладът в Етиопия през 1983 – 1985 г. Последното събитие е показвано по телевизията по света чрез кадри на гладуващи етиопци. Това дава тласък на първите масови движения за слагане на край на масовия глад по света.

### През ХХІ век
Към 2017 г. световната смъртност от масов глад спада драстично. Доклади сочат, че от 1870-те до 1970-те години големите гладове убиват средно 928 000 души годишно. След 1980-те години годишните смъртни случаи спадат на 75 000, което е под 10% от стойностите до 1970-те години. Този спад е постигнат въпреки смъртта на около 150 000 души в масовия глад в Източна Африка от 2011 г. Уви, през 2017 г. ООН официално обявява, че масовият глад се е завърнал в Африка, като около 20 милиона души са застрашени от умиране от глад.

## Регионална история

### Африка
Ранна история
В средата на ХХІІ век пр.н.е. внезапна и краткотрайна климатична промяна причинява намалени валежи, които водят до няколко десетилетия засушаване в Горен Египет. Последвалите масов глад и граждански размирици вероятно са основната причина за разпадането на Старото царство. Сведение от Първия преходен период твърди, че „цял Горен Египет умира от глад, а хората ядат децата си“. През 1680-те години масов глад се разпростира из цял Сахел, а през 1738 г. половината население на Тимбукту умира от глад. В Египет между 1687 и 1731 г. има шест масови глада. Гладът, който измъчва Египет през 1784 г. му коства почти една шеста от населението. Магреб претъпява глад и Черна смърт към края на 18 век и началото на 19 век. През 1784 и 1785 г. избухват масови гладове в Триполи и Тунис съответно.
Според някои изследователи, португалските записи от Ангола от 16 век показват, че големи гладове възникват средно на всеки 70 години. Придружавани от епидемии, те могат да убият до половината население, унищожавайки демографския прираст на дадено поколение. През 17 век португалците пишат, че африканците нападат португалски търговски единствено заради храната им, което дава ясни знаци за наличието на глад. Освен това, случаи на канибализъм са по-често срещани през този период, показвайки изключителен недостиг на основни източници на храна.
Колониален период
Значим период на масов глад възниква в началото на 20 век в Свободната държава Конго. Образувайки тази държава, крал Леополд II използва масови трудови лагери, чрез които да финансира империята си. Периодът се характеризира със смъртта на около 10 милиона конгоанци от жестокости, болести и масов глад. Някои колониални техники за „умиротворяване“ често причиняват жесток глад, особено при потушаването на бунта на Мажи Мажи в Танганика през 1906 г. Въвеждането на нови култури като памук и насилствените мерки за каране на фермерите да отглеждат тези култури понякога докарват бедност сред селячеството в много райони, като например в северните части на Нигерия, което води до по-голяма уязвимост към масовия глад, когато страната е покосена от засушаване през 1913 г.
Едромащабен масов глад избухва в Етиопия през 1888 г. и следващите години, когато чума по добитъка е внесена в Еритрея и се разпространява на юг, като накрая достига до Южна Африка. В Етиопия е изчислено, че около 90% от националните стада умират, което води до бедствие сред фермерите. Това съвпада с период на засушаване, епидемия на едра шарка и интензивна война. Големият глад в Етиопия, който засяга страната от 1888 до 1892 г., ѝ коства около една трета от населението. В Судан 1888 година е отбелязана от най-големия глад в историята на страната, дължащ се както на въпросните фактори, така и на данъците, наложени от Мухамад Ахмад ал-Махди.
Записи, създадени за етноса химба, посочват две засушавания от 1910 до 1917 г. Те са запазени чрез устна традиция от народа. От 1910 до 1911 г. химба описват засушаването като омангови, което означава плода на неидентифицирано увивно растение, който хората консумират през този период. От 1914 до 1916 г. засушаването довежда до катур омбанда, което ще рече „времето на яденето на дрехи“.
ХХ век
Към средата на ХХ век земеделците, икономистите и географите не считат Африка за регион, уязвим от масов глад. От 1870 до 2010 г. 87% от смъртните случаи от глад се случват в Азия и Източна Европа, а едва 9,2% са в Африка. Съществуват значими примери за обратното, като например глада в Руанда по време на Втората световна война и глада в Малави от 1949 г., но повечето гладове са ограничени и кратки недостици на храна. Макар сушата да е краткотрайна, основната причина за смъртните случаи в Руанда е привилегията на Белгия да граби зърно от своята колония. Това е причинено от войната. Това плюс засушаването причиняват смъртта на 300 000 руандци.
От 1967 до 1969 г. избухва масов глад в Биафра и Нигерия, поради правителствено блокиране на отцепилата се територия. Изчислено е, че 1,5 милиона души умират от глад в резултат на това. Освен това, засушаване и друга правителствена намеса в доставките за храна довеждат до смъртта на 500 000 африканци в Централна и Западна Африка.
Масов глад възниква и в началото на 1970-те години, когато Етиопия и западната част на Сахел страдат от суша и глад. Етиопският глад по това време е тясно свързан с кризата на феодализма в страната и в подходящ момент помага свалянето на император Хайле Селасие. Гладът в Сахел е свързан с бавно нарастващата криза на пасторализма в Африка, при която се наблюдава упадък на добитъка като осъществим начин на живот през последните две поколения.
Масов глад възниква в Судан към края на 1970-те години и отново през 1990 и 1998 г. Гладът през 1980 г. в Карамоджа, Уганда е един от най-смъртоносните в историята. 21% от населението загива, включително 60% от децата. През 1980-те години широкомащабна суша покосява Судан и Сахел. Това причинява масов глад, тъй като правителството на Судан вярва, че има излишък на зърно, докато има локални дефицити в региона.
През октомври 1984 г. телевизионни доклади, описващи етиопския глад като „библейски“, водят до създаването на концертите Live Aid в Лондон и Филаделфия, които набавят големи суми в помощ на страданието. Основна причина за глада е, че Етиопия и околностите ѝ все още се възстановяват от сушите от края на 1970-те години. Усложняващи проблема са периодичните сражения в гражданската война, липсата на организация на правителството при предоставянето на съответни мерки и трупането на продоволствия за контрол на населението. Накрая загиват над 1 милион души, а над 22 милиона страдат от продължителната суша, която продължава около 2 години.
През 1992 г. Сомалия става военна зона без правителство, полиция и основни услуги след падането на диктатурата на Сиад Баре и разделянето на властта между военачалниците. Това съвпада с масивно засушаване, което довежда до смъртта на над 300 000 сомалийци.
ХХІ век
От началото на ХХІ век по-ефективни действия за ранна тревога и хуманитарни помощи намалят броя на смъртните случаи от глад. Много африкански държави не са самодостатъчни що се отнася до производството на храна и разчитат на внос на храна. Селското стопанство в Африка е податливо на климатични изменения, особено засушавания, които намалят количеството произведена храна. Други селскостопански проблеми са неплодородност на почвата, деградация на земята и ерозия, пустинни скакалци, унищожаващи културите, и болести по добитъка. Опустиняването е все по-проблематично: според докладите, Сахара се разширява с 48 km годишно. Най-сериозните гладове са причинени от комбинация на засушаване, погрешни икономически политики и конфликти. Например, гладът в Етиопия от 1983 – 1985 г. е резултат от тези три фактора, влошени от цензурата на комунистическото правителство относно нарастващата криза.
Многобройни фактори правят продоволствената безопасност в Африка слаба, включително политическа нестабилност, въоръжени конфликти и граждански войни, корупция, лошо управление и боравене с хранителните запаси и търговски политики, вредни за африканското селско стопанство. Пример за масов глад, създаден от злоупотреба с човешките права е гладът в Судан от 1998 г. СПИНът също има дълготраен икономически ефект върху селското стопанство като намалява наличната работна ръка и създава уязвимост към глад като допълнително обременява бедните домакинства. От друга страна, в съвременната история на Африка, масовият глад на няколко пъти действа като крупен източник на остра политическа нестабилност. Ако текущите темпове на прираст на населението и деградация на почвата продължават, Африка вероятно ще може да изхранва едва 25% от населението си към 2025 г.
По-скорошни масови гладове в Африка включват продоволствената криза в Нигер (2005 – 2006 г.), гладът в Сахел (2010 г.) и гладът в Източна Африка (2011 г.), където отсъствието на два поредни дъждовни сезона предизвикват най-тежкото засушаване в Африка за последните 60 години. Оценките са, че между 50 000 и 150 000 души загиват през този период. През 2012 г. засушаване в Сахел поставя над 10 милиона души в Западен Сахел под риск от глад, поради топлинна вълна, продължила месец.
Гладът е най-разпространен в Субсахарска Африка, но с изчерпване на хранителните ресурси, прекомерно източване на подземните води, войни, вътрешни борби и икономически провали, масовият глад продължава да е световен проблем със стотици милиони засегнати хора. Този масов глад довежда до мащабно недохранване и бедност. Гладът в Етиопия през 1980-те години има голяма смъртност, макар азиатските гладове през 20. век също да имат многобройни жертви.

### Далечен Изток
Китайските учени са записали 1828 случая на масов глад от 108 г. пр.н.е. до 1911 г., което се равнява на около 1 масов глад ежегодно. От 1333 до 1337 г. ужасен масов глад убива 6 милиона китайци. Четирите глада от 1810, 1811, 1846 и 1849 г. вероятно са убили не по-малко от 45 милиона души.
Япония преживява над 130 масови гладове между 1603 и 1868 г.
Периодът от 1850 до 1873 г. е маркиран от Тайпинското въстание, вследствие на което възниква масов глад, от който загиват над 30 милиона китайци. Бюрокрацията на китайската династия Цин, която отдава голямо внимание на намаляването на глада, успява да парира няколко масови глада по време на климатични промени, довели суша и наводнения. Китай при Цин извършва усилия за облекчаване на глада, включващи големи доставки с храна, изискване богатите да отворят складовете си за бедните и регулация на цените, като част от държавна гаранция за прехрана на селячеството.
Когато напрегнатата монархия преминава от държавно управление и преки доставки на зърно към финансова благотворителност към средата на 19 век, системата се разпада. Така гладът от 1867 – 1868 г. при Реставрацията Тунчжи е успешно облекчен, но глада в Северен Китай от 1877 – 1878 г., причинен от суша, се оказва катастрофален. Провинция Шанси е значително обезлюдена, докато зърното свършва, а отчаяно гладните хора оголват гори, поля и собствените си домове за храна. Оценката за смъртните случаи е между 9,5 и 13 милиона жертви.
Големият скок напред
Най-големият масов глад на 20 век и вероятно на всички времена е този от 1958 – 1961 г. в Китай, предизвикан от Големия скок напред. Преките причини за този глад лежат в обречения опит на Мао Дзедун да преобразува Китай от селскостопанска страна в промишлена сила в един голям отскок. Членовете на комунистическата партия в Китай настояват селяните да изоставят фермите си в полза на колективизираните ферми и да започнат да произвеждат стомана в малки леярни. Колективизацията подкопава стимулите за инвестиция на работна ръка в селското стопанство, нереалистичните планове за децентрализирана металургия изсмукват нужната работа ръка, неблагоприятните метеорологични условия и общите заведения за хранене – всичко това дава тласък към прекомерна консумация на наличните продоволствия. Централизираният контрол на информацията и големият натиск върху партийните кадри ги кара да докладват само добри новини – производствени квоти, които са изпълнени или преизпълнени, а информация за надигащата се беда бива потискана. Когато началството осъзнава мащаба на глада, то не взема особени мерки за отговор и продължава забраната за дискусия на катаклизма. Потискането на новините е толкова ефективно, че много малко китайски граждани знаят за мащаба на глада и най-голямата демографска катастрофа през 20. век в мирно време става по-известна едва 20 години по-късно, когато завесата на цензурата се повдига.
Точният брой на смъртните случаи от глада в периода 1958 – 1961 г. е труден за определяне, като оценките варират от 18 до 42 милиона жертви плюс допълнителни 30 милиона отменени или завени раждания. Едва когато масовият глад показва най-лошата си страна, Мао обръща политиките си за селскостопанска колективизация, които са свалени през 1978 г. Китай не е преживял масов глад с такива пропорции от 1961 г.
Северна Корея (1990-те)
Масов глад покосява Северна Корея в средата на 1990-те години, породен от безпрецедентни наводнения. Автаркичната промишлена страна зависи от големи доставки на стоки, включително горива, основно от Съветския съюз и Китай. Когато Съветския съюз се разпада, а пазарът на Китай преминава към твърда валута, икономиката на Северна Корея претърпява крах. Уязвимият селскостопански сектор преживява масивен провал през 1995 – 1996 г., който прераства в масов глад към края на 1996 г.
Оценки, базирани на преброяването в Северна Корея, подсказват за между 240 000 и 42 000 жертви на глада, както и 600 000 – 850 000 неестествени смъртни случая в Северна Корея от 1993 до 2008 г. Страната все още няма хранителна независимост и разчита на чуждестранна продоволствена помощ.
Според Организацията по прехрана и земеделие, Северна Корея е изправена пред сериозен дефицит на зърно през 2017 г., след като реколтата на страната е снижена в резултат на тежка суша. Добивите в ранния сезон спада с над 30% в сравнение с добивите от предната година, което води до най-тежкия глад в страна от 2001 г.

### Южна Азия
Червени кхмери
През 1975 г. Червените кхмери поемат властта в Камбоджа. Новото правителство е предвождано от Пол Пот, който иска да превърна Камбоджа в комунистическа селскостопанска утопия. Режимът му опразва градове, отменя валутата и частната собственост и тласка населението на Камбоджа към робство в общи ферми. Поради провала на политиките за аграрна реформа на Червените кхмери, Камбоджа претъпява мащабен масов глад. Поне 1 милион души умират от глад, болести и умора, причинени от тези политики.
Виетнам
Различни гладове възникват във Виетнам. Японската окупация по време на Втората световна война причинява глада във Виетнам от 1945 г., в който загиват 2 милиона души или 10% от тогавашното население на страната. След обединението на страната след Виетнамската война, Виетнам претъпява недостиг на продоволствия през 1980-те години, който кара много хора да напуснат държавата.
Индия
Зависейки изцяло от мусонни дъждове, Индия е податлива на лоши реколти, които понякога водят до масов глад. В историята на Индия има вписани 14 масови глада между 11 и 17 век. Например, през гладовете от 1022 – 1033 г. цели провинции са били обезлюдявани. Масов глад в платото Декан убива поне 2 милиона души в периода 1702 – 1704 г. Според някои учени, по-ранните гладове са локални и едва след 1860 г., по времето на британското управление, масов глад започва да означава всеобщ недостиг на храна в страната. В края на 19 век възникват приблизително 25 големи глада в щатите Тамил Наду, Бихар и Бенгал.
Според някои икономисти като Амартя Сен, някои исторически гладове са продукт на неравномерни валежи плюс британските икономически и административни политики, които след 1857 г. водят до завземането и преобразуването на местните обработваеми земи в плантации, собственост на чужди компании, ограничения върху вътрешната търговия, тежки данъци за индийците, които да подкрепят британските експедиции в Афганистан, инфлационни мерки, които повишават цената на храната, и значителен износ на важни култури от Индия към Великобритания.
Първият глад в Бенгалия от 1770 г. убива около 10 милиона души – една трета от тогавашното население на Бенгал. Други значими гладове са този от 1876 – 1878 г., в който измират между 6,1 и 10,3 милиона души и гладът от 1899 – 1900 г., в който загиват между 1,25 и 10 милиона души. Масовите гладове спират към 20 век с изключение на глада в Бенгалия от 1943 г., в който умират приблизително 2,1 милиона бенглаци по време на Втората световна война.
Наблюденията на Комисията за масов глад от 1880 г. потвърждават твърдението, че разпределението на храната има по-голяма вина за масовите гладове, отколкото оскъдността на храната. Те забелязват, че всяка провинция в Британска Индия, включително и Бирма, има излишък на зърно и че годишният излишък е 5,16 милиона тона. По това време годишният износ на ориз и зърно от Индия е приблизително 1 милион тона.

### Близък Изток
Големият персийски глад от 1870 – 1871 г. вероятно причинява смъртта на 1,5 милиона души в Персия (днешен Иран).
В началото на 20. век османска блокада на храна, изнасяна към Ливан, причинява масов глад, който убива до 450 хиляди ливанци (около една трета от населението). Гладът убива повече хора, отколкото Ливанската гражданска война. Самата блокада е причинена от въстани в сирийския регион на Османската империя.

### Европа
Средновековие

Големият глад в периода 1315 – 1317 г. е първата голяма продоволствена криза, ударила Европа през 14. век. Милиони хора в северните части на Европа умират в продължение на години, отбелязвайки края на по-ранния период на растеж и просперитет през 11 и 12 век. Необичайно студена и влажна пролет през 1315 г. води до мащабен провал на реколтата, което продължава поне до лятото на 1317 г. Някои райони в Европа се възстановяват чак до 1322 г.
Повечето благородници и градове отговарят бавно на кризата и когато осъзнават сериозността ѝ, те не жънат особен успех в осигуряването на храна за хората. През 1315 г. в Норфолк цената на зърното се покачва от 5 шилинга/четвърт до 20 шилинга/четвърт. Периодът е маркиран от изключително високи нива на престъпност, болести, детеубийства, канибализъм и масова смърт. Има последствия за Църквата, държавата и европейското общество. В средновековна Великобритания има 95 масови гладове и 75 или повече в средновековна Франция. Над 10% от населението на Англия (поне 500 000 души) вероятно умират по време на глада от 1315 – 1317 г.
Възникването на масов глад е много дестабилизиращо и унищожително. Страхът от гладна смърт кара много хора да вземат отчаяни мерки. Когато оскъдността на храната става видна за селяните, те жертват дългосрочния просперитет за краткосрочно оцеляване. Те убиват работния добитък, което води до понижени добиви през следващите години. Изяждат семето на културите, жертвайки реколтата за следващата година с надеждата, че ще се намери още семе. Веднъж щом тези възможности се изчерпят, те излизат на път в търсене на храна. Мигрират в градове, където търговци от други райони биха продавали тяхната храна, тъй като градовете имат по-голяма покупателна способност от селските райони. Градовете, също така, администрират облекчителни програми и купуват зърно за населението си, така че да могат да запазят реда. С объркването и отчаянието на мигрантите, престъпността често ги съпътства. Много селяни прибягват до бандитство, за да си набавят достатъчно храна.
Един масов глад често води до трудности и през следващите години, поради липсата на семенни запаси, прекъсването на рутината или по-малкото налична работна ръка. Масовият глад често е интерпретиран като знак на божието недоволство. На него се гледа като премахването от Господ на подаръците му за хората на Земята. Религиозни шествия и ритуали са се правели, за да се предотврати гнева на Бог под формата на глад.
ХVІ век
От ХV до ХVІІІ век масовите гладове в Европа стават по-чести поради Малкия ледников период. По-студеният климат води до провал на реколтата и недостици, което води до пораждане на конспиративни теории относно причините зад тези гладове.
1590-те години виждат най-жестоките гладове от векове в цяла Европа. Гладът е относително рядък в Европа през 16 век. Икономиката и населението растат стабилно, тъй като има продължителен период на относителен мир. Макар селяните в райони с голяма гъстота на населението (като Северна Италия) да са увеличили добивите от земите си чрез определени техники, те все още са силно уязвими към масов глад, което ги кара да работят още по-интензивно.
Големият глад от 1590-те години поставя началото на период на глад и упадък през 17 век. Цената на зърното в цяла Европа е висока, както и броя на населението. Различни типове хора са уязвими от последователни лоши реколти, които се случват през 1590-те години в различни региони. Нарастващият брой на наемните работници в селските райони също е рисков, тъй като те не разполагат с храна за себе си и ниското им заплащане не е достатъчно да си купят скъпо зърно от година с лоша реколта. Градските работници също са под риск, тъй като техните заплати няма да са достатъчни за да покрият цената на зърното, а те често получават по-малко пари през години на лоша реколта, тъй като наличните приходи на богатите се изразходват за зърно. Често безработицата е резултат от повишение на цената на зърното, което води до постоянно увеличаващ се брой бедни хора по градовете.
Всички региони на Европа са лошо повлияни от масовия глад в този период. Нидерландия успява да избегне повечето от вредните ефекти на глада, макар 1590-те години да се оказват трудни и там. Търговията на Амстердам с Балтийския регион гарантира доставки на храна.
ХVІІ век
Годините около 1620 г. виждат период на масов глад в Европа. Този глад като цяло е по-лек от глада от 25 години по-рано, но все пак е сериозен в много райони. Може би най-лошият глад след 1600 г., големият глад във Финландия през 1695 – 1697 г., убива една трета от тогавашното население на страната и около 10% от това на Норвегия.
Опустошителен провал на реколтата засяга икономиката на Северна Италия от 1618 до 1621 г., на която и отнема много години да се възстанови. Възникват сериозни гладове към края на 1640-те години и по-леки през 1670-те години в същия регион.
Над 2 милиона души загиват в два масови глада във Франция между 1693 и 1710 г. И двата глада са влошени допълнително от войни.
Към края на 1690-те години Шотландия претъпява глад, който намалява населението на части от Шотландия с поне 15%.
Смъртността нараства в Скандинавия между 1740 и 1800 г. в резултат от поредица от провалени реколти. Например, гладът във Финландия от 1866 – 1868 г. убива около 15% от населението.
ХVІІІ век
Периодът 1740 – 1743 г. е маркиран от мразовити зими и летни засушавания, които водят до масов глад в Европа и голям скок в смъртността. Зимата от 1740 – 1741 г. е необичайно студено, вероятно поради вулканична активност.
Източна Европа претърпява над 150 масови глада между 1500 и 1700 г., като в Русия има 121 години на масов глад между 971 и 1974 г.
Масов глад, продължил от 1770 до 1771 г., убива около 10% от населението на Чешките земи или 250 000 души и радикализира селските райони, водейки до бунтове на селяните.
В Северна Италия в периода 1451 – 1767 г. има 16 добри реколти и 111 години на глад. По време на ужасния глад от 1680 г. загиват около 80 000 от общо 250 000 души, като цели села биват обезлюдени. Съвременници докладват, че хората са успели да оцелеят единствено с помощта на диета от диви папрати и плевели.
Според някои учени в Исландия има 37 години на масов глад между 1500 и 1804 г. През 1783 г. вулканът Лаки в южната част на Исландия изригва. Лавата не причинява много преки щети, но пепелта и серният диоскид се посипват над по-голямата част от страната, причинявайки смъртта на 3/4 от добитъка на Исландия. В последвалия масов глад умират около 10 000 души или 1/5 от населението на държавата.
ХІХ век
Други части от Европа биват засягани от масов глад до доста по-късно. Във Франция има масови гладове до 19 век. Големият глад в Ирландия от 1846 – 1851 г., причинен от лоша картофена реколта в продължение на няколко години, води до смъртта на 1 милион души плюс 2 000 000 бежанци към Британия, Австралия и САЩ.
ХХ век
Масовият глад все още се среща в Източна Европа през 20 век. Засушавания и гладове в Русия се случват веднъж на всеки 10 – 13 години, като засушаванията възникват средно на всеки 5 – 7 години. Русия претърпява 11 големи глада между 1845 и 1922 г., като един от най-лошите е този от 1891 – 1892 г. Гладът в Поволжието от 1921 – 1922 г. убива около 5 милиона души.
Масовите гладове продължават и в епохата на Съветския съюз, като най-известният случай е на Гладомор, който избухва в различни части на страната, но основно в Поволжието и Украинската и Казахската ССР през зимата на 1932 – 1933 г. Гладът в СССР от 1932 – 1933 г. се счита, че е погубил около 6 милиона души. Последният масов глад в СССР се случва през 1947 г., поради тежка суша и лошо управление на зърнените запаси от съветското правителство.
Планът на глада (нацисткият план да се оставят да гладуват големи части от съветското население) причинява смъртта на мнозина. Руската академия на науките през 1995 г. докладва, че около 4,1 милиона души са загинали от глад и болести по време на окупацията. Отделно е направена оценка за 3 милиона смъртни случая от глад в неокупирания СССР.
872-дневната обсада на Ленинград (1941 – 1944 г.) причинява безпрецедентен глад в Ленинградския район чрез прекъсване на комуналните услуги и потока на продоволствия. Това води до смъртта на около 1 милиона души.
Масов глад покосява и Западна Европа по време на Втората световна война. Гладът в Нидерландия от зимата на 1944 г. убива приблизително 30 000 души. Някои други части на Европа също са засегнати от глад по това време.

### Латинска Америка
Доколумбовите американци често се изправя пред сериозен недостиг на храна и глад. Упоритата суша около 850 г. съвпада с рухването на цивилизацията на маите, а масовият глад от 1454 г. е голяма катастрофа в Мексико.
Голямата суша в Бразилия от 1877 – 1878 г., най-лошата в бразилската история, причинява смъртта на около половин милион души.

### Океания
Великденският остров е засегнат от глад между 15 и 18 век. Гладът и последвалият канибализъм е причинен от пренаселеност и изразходване на естествените ресури в резултат на обезлесяване, частично защото работата върху мегалитните паметници изисква много дърво.
Има и други документирани епизоди на масов глад на различни острови в Полинезия, като например този на остров Хаваи от 1868 г.
Според някои изследователи, канибализмът, причинен от глад, е бил нормална част от живота на островите на Милн Бей близо до Нова Гвинея.

## Риск от бъдещ масов глад
Към 2007 г. приблизително 40% от световните земеделски земи са сериозно деградирали, според Гардиън. Ако сегашния темп на деградация на почвата продължава в Африка, континентът е възможно да успява да изхранва едва 25% от населението си към 2025 г., според ООН. Към края на 2007 г. повишеното земеделие за добив на биогорива повишава цената на зърното за фураж, което от своя страна покачва цените на пшеницата, соята и царевицата през годината. През същата година се състоят множество протести срещу цените на храните в много държави по света.
От началото на ХХ век започват да се използват селскостопански технологии, като торове, пестициди и други, с цел да се увеличи производството на храна, като така се ограничава глада. Между 1950 и 1984 г., като част от Зелената революция, световният добив на зърно се увеличава с 250%. Развитите страни споделят тези технологии с развиващите се страни, които имат проблем с глада. Въпреки това, през 1995 г. се появяват признаци, че тези нови разработки могат да допринасят за упадъка на обработваемата земя (ерозия, замърсяване на почвата и натрупване на соли).
След Китай и Индия има следващ ред от по-малки държави с голям дефицит на вода: Алжир, Египет, Иран, Мексико и Пакистан; 4 от тях вече внасят голяма част от зърното си. Единствено Пакистан остава на границата на самодостатъчното. Но с население, нарастващо с 4 милиона души годишно, скоро и той ще трябва да се обърне към световния пазар за зърно. Според доклад за климата на ООН, хималайските ледници, които са основен източник на вода през сухия сезон в района, могат да изчезнат до 2350 г., докато температурите се повишават, а нуждите на хората нарастват. Приблизително 2,4 милиарда души живеят във водосборния басейн на хималайските реки.

## Предотвратяване
Технологиите за облекчаване, включително имунизация, подобрена инфраструктура на общественото здраве, общи продоволствени дажби и допълнително хранене за уязвимите деца, предоставят временно смекчаване на смъртоносното въздействие на масовия глад, като оставят политическите им последици непроменени, без да решават основния проблем с прекалено голямото местно население в сравнение с възможността за производство на храна. Хуманитарни кризи могат също да възникнат от геноцидни кампании, граждански войни, потоци от бежанци и епизоди на изключително насилие и разпад на държавата, създавайки условия за масов глад сред засегнатото население.
Въпреки постоянно обявяваните намерения на световните лидери да сложат край на глада, той остава постоянна заплаха за по-голямата част от Африка, Източна Европа, Югоизточна и Южна Азия и Близкия Изток. През юли 2005 г. Нигер получава спешен статут, заедно с Чат, Етиопия, Южен Судан, Сомалия и Зимбабве. През януари 2006 г. Организацията по прехрана и земеделие предупреждава, че около 11 милиона души в Сомалия, Кения, Джибути и Етиопия са застрашени от глад, поради комбинацията от тежко засушаване и военни конфликти. През 2006 г. най-сериозната хуманитарна криза в Африка е в региона на Дарфур в Судан.
Отбелязвайки, че съвременните гладове понякога биват влошавани от погрешни икономически политики, политически дизайн на обедняване и маргинализиране на определени популации или военни конфликти, политическите икономисти са проучили политическите условия, при които се предотвратява масовия глад. Икономистът Амартя Сен твърди, че либералните институции в Индия, включително конкурентни избори и свободна преса, са изиграли голяма роля в предотвратяване на масовия глад в страната, откакто добива независимост.
Демографското въздействие на масовия глад е остро. Смъртността се концентрира сред децата и възрастните. Обикновено, смъртността на мъжете в масовите гладове превъзхожда смъртността на жените, дори и сред такова население (като например това на Индия и Пакистан), където през нормални времена мъжете живеят по-дълго. Причини за това могат да са по-високата якост на жените при условия на недохранване, както и естествено по-високите нива на подкожна мазнина у жените. Гладът е придружаван и от понижени нива на плодовитост. Следователно, масовите гладове засягат по-малко репродуктивното ядро на населението (зрелите жени) в сравнение с другите категории на население, а периодите след гладовете често се характеризират като бумове с повишена раждаемост.
Макар теориите на Томас Малтус да предсказват, че масовите гладове намаляват населението пропорционално с наличните хранителни ресурси, всъщност дори и най-тежките гладове рядко обръщат прираста за повече от няколко години. Смъртните случаи в Китай през 1958 – 1961 г., в Бенгал през 1943 г. и Етиопия през 1983 – 1985 г. са наваксани само за няколко години. От по-голямо дългосрочно демографско значение е миграцията: Ирландия е обезлюдена основно след вълните от емигранти след Големия глад от 1840-те години.

## Продоволствена безопасност
Дългосрочните мерки за осигуряване на продоволствена безопасност включват инвестиции в съвременни техники за селското стопанство, като торове и напоителни системи, но могат да включват и стратегическо съхранение на храна.
Световната банка ограничава правителствените субсидии за земеделците, а увеличаващото се използване на торове е опонирано от някои екологични групировки, поради страничните им ефекти върху водните ресурси.
Усилията за пренасяне на селскостопанските техники от Западния свят, като азотни торове и пестициди, към Индийския субконтинент, наречени Зелена революция, водят до намаляване на недохранването. Това е възможно благодарение на наличната инфраструктура и институции, като пътища или публични компании за семена. Подкрепянето на земеделците в рискови райони чрез мерки като субсидирани торове и семена повишава хранителните добиви и намалява цената на храната.
Световната банка и някои богати страни оказват натиск върху страните, които разчитат на тях за помощ, да намалят или елиминират субсидираните земеделски помощи в полза на приватизацията.